# Missionarie catechiste di Gesù Redentore
Le Missionarie Catechiste di Gesù Redentore sono un istituto religioso femminile di diritto pontificio.

## Storia
La congregazione fu fondata nel 1940 a Monteleone Sabino da Anselma Viola. Su invito di Luciano Migliorini, vescovo di Rieti, il 21 novembre 1941 l'opera fu trasferita a Collalto Sabino, dove ebbe un notevole sviluppo.
L'istituto fu riconosciuto come congregazione di diritto diocesano il 17 aprile 1949.

## Attività e diffusione
Le suore si dedicano all'attività catechistica, alla formazione della gioventù, all'assistenza all'infanzia e alla direzione di pensionati femminili; la loro spiritualità si esprime nel culto eucaristico.
Oltre che in Italia, sono presenti in Argentina; la sede generalizia è a Roma.
Alla fine del 2015 l'istituto contava 32 religiose in 7 case.